# ドレンシー
ドレンシー株式会社（英文社名：Dorency Co.,Ltd.）は、岡山県浅口市に本社を置く食品鮮度保持材の製造・販売を行う会社。

## 沿革
以下の沿革は公式サイトより
- 1986年 - ドレンシー製造所として創業
- 1997年1月 - ドレンシー株式会社へ法人化
- 1998年 - 上海事務所を設立